# Снятная Гора
Снятная Гора — пригородный район в черте города Пскова. Бывший посёлок, расположен на западной окраине Запсковья. С центром города связан автобусными маршрутами № 1 и № 16.
Указом Президиума Верховного Совета РСФСР от 13 января 1976 года бывший посёлок Снятная Гора был включён в состав города Пскова.
На горе расположен действующий женский Рождества Пресвятой Богородицы Снетогорский монастырь, известный с XIII века и включающий собор Рождества Пресвятой Богородицы (основан в 1310 году) и церковь Святителя Николая Чудотворца (1519). Рядом с монастырём находится часовня Собора Московских Святителей (XVII век).

## Название
Название горы, на котором появился населённый пункт, происходит от известной местной промысловой рыбы — псковского снетка, шедшего в давние времена в Москву, Петербург и заграницу в Польшу, Австрию и Германию. В честь Снятной горы в соседнем микрорайоне Овсище в 1973—1976 годах появились Снятная улица и Снятный переулок.

## География

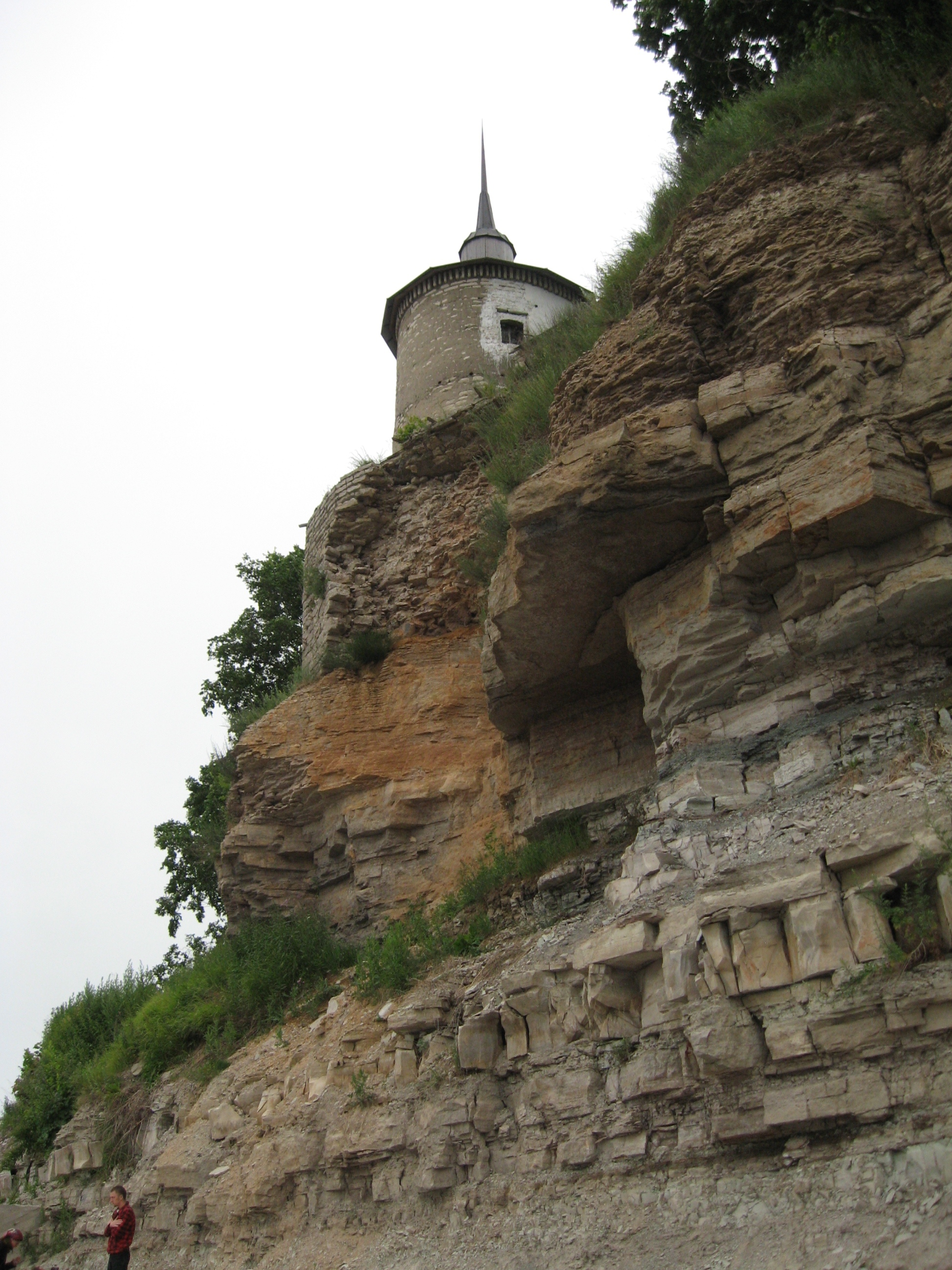
Склон горы и башня Снетогорского монастыря

В районе имеется одноимённая «улица Снятная Гора», переходящая в улицу Ижорского батальона, которая в свою очередь через микрорайон Овсище соединяется с основным Запсковьем.
Снятная гора поднимается в излучине реки Великой с 14-метровой обрывистой стеной из среднедевонского известняка и доломита — основного строительного материала для псковских храмов, крепостных стен и зданий. Из этих же слоёв пород добывали цветные глины, использовавшиеся и при росписи храмов и фресок, в том числе в местном Рождественском соборе.
На территории района расположен Снетогорско-Муровицкий памятник природы.

## История
Первое упоминание в летописи о монастыре на Снятной горе относится к 1299 году, когда шведы вторглись и перебили всех жителей. В 1310 году была «заложена, а в 1311 году свершена бысть церковь каменна на Снятной горе» — Рождественский собор, расписанный фресками в 1313 году.
В 1472 году в монастыре останавливалась византийская царевна Софья Палеолог — невеста Ивана III. В 1615 году на Снятной горе находился штаб шведского короля Густава II Адольфа. В 1804 году монастырь был закрыт и превращён в архиерейский дом. В 1825 году Снетогорье посещал А. С. Пушкин. В годы советской власти здесь был обустроен санаторий. В 1976 году бывшая деревня Снятная Гора была включена в состав города Пскова, включая территорию монастыря (улица Снятная Гора) и жилые застройки (улицы Озёрная, Восходная  (с 1976 года) и Колокольная (с 1992 года). В 1993 году монастырь был восстановлен и возвращён Псковской епархии.